# Enravota
| Portal:Kršćanstvo | Portal: Kršćanstvo |

Sveti Enravota (bug. Свети Енравота) — također poznat kao Voin (Воин = „ratnik”) ili Bojan (Боян) — bio je najstariji sin Omurtaga Bugarskog te prvi bugarski kršćanski svetac, kao i najraniji bugarski svetac po kanonizaciji.
Rođen u ranom 9. stoljeću, Enravota je bio stariji brat Malamira Bugarskog, koji je naslijedio oca Omurtaga na bugarskom tronu 831. Čini se da je Enravota bio isključen iz linije nasljeđivanja jer se zanimao za kršćanstvo, koje su mnogi plemići smatrali velikom opasnošću. Nedugo nakon Omurtagove smrti, Enravota je zamolio brata da pusti na slobodu pobožnog bizantskog zatočenika kojega je bio zarobio Omurtag. Enravota se ubrzo preobratio na kršćanstvo.
Nakon što je saznao što mu je brat učinio, Malamir ga je pokušao nagovoriti da se odrekne kršćanstva, no nije uspio. Po Malamirovoj naredbi, Enravota je ubijen oko 833. Kroničar Teofilakt Ohridski tvrdio je da je Enravota nedugo prije smrti izrekao proročanstvo.
U Bugarskoj pravoslavnoj Crkvi, Enravota je slavljen 28. ožujka.